# 가모 가타히데
가모 가타히데(일본어: 蒲生賢秀, 덴분 3년(1534년) ~ 덴쇼 12년 음력 4월 17일(1584년 5월 26일))는 센고쿠 시대의 무장이다. 롯카쿠 가문의 가신 가모 사다히데의 아들이다. 아내는 고토 다카토요의 여동생이며, 자식은 우지사토(氏郷) 등이 있다.

## 생애
덴분 3년(1534년), 오미의 히노성주로, 롯카쿠 가문의 중신 가모 사다히데의 장남으로 태어났다. 어머니는 역시 롯카쿠 가문의 중신 마부치씨(馬淵氏)의 딸. 주군인 롯카쿠 요시카타보다 편휘(偏諱)를 받아 가타히데라고 자칭했다.
아버지와 함께 롯카쿠 가문을 섬겼고, 에이로쿠 6년(1563년) 간논지(観音寺) 소동이 발생하자 아버지 사다히데와 함께 수습에 힘써 에이로쿠 10년(1567년)에 제정된 분국법 『롯카쿠시시키메』(六角氏式目)에 아버지와 함께 연서하고 있다.
에이로쿠 11년(1568년), 롯카쿠 요시카타와 오다 노부나가가 간논지성 전투(観音寺城の戦い)에서 가타히데는 시바타 가쓰이에와 하치야 요리타카 등에게 공격을 받지만, 이를 굳게 지켰다. 그러나 요시카타는 노부나가에게 패배하고 롯카쿠 가문은 멸망한다. 가타히데는 패배를 듣고도 여전히 1천 군사를 거느리고 히노성에 틀어박혀 저항하는 모습을 보였다. 그러나 가타히데의 여동생을 아내로 두고 있던 오다 가문의 장수 간베 도모모리(神戸具盛)가 단신 히노성에 뛰어들어 설득한 결과 가타히데는 항복하고 가타히데는 적남 가모 히데유키(쓰루치요)(후일 가모 우지사토)를 인질로 내어 노부나가의 가신이 되어 시바타 가쓰이에의 여력이 되었고, 노부나가는 가타히데, 히데유키(쓰루치요) 부자를 마음에 들어, 히데유키에게 딸의 쇼오인(相応院)을 시집을 보내 사위로 맞이하고 있다.후에 노부나가 포위망이 깔리자 롯카쿠씨로부터 유혹을 받기도 했지만, 단호히 거절하고 오다 가문의 부장으로 싸웠고, 겐키 4년(1573년) 4월에는 주인 롯카쿠 요시하루를 나기에성에서 공격하기도 했다.
덴쇼 7년(1579년) 7월, 가타히데는 할아버지 가모 사다히데 이후 일족 38명의 공양을 히노시가라쿠원(日野信楽院)에서 거행했다.
시바타 가쓰이에의 호쿠리쿠 이호오(北陸移封後)는 오미에 남아 독립한 군단을 형성했다. 덴쇼 10년(1582년), 혼노지의 변에서 아즈치성 니노마루(二の丸)를 수비하고 있었고, 노부나가 횡사 소식이 전해지자 적남 가모 우지사토를 히노성에서 불러, 6월 3일 우지로성에서 노부나가의 미다이군들을 히노성으로 피난시키고 농성하였다. 이는 이가 넘어가는 동안인 도쿠가와성에서 탈출중에 노부나가의 마누라들로부터 아즈치성을 불태워, 성안의 보물을 반출하라고 가타히데에게 말했지만, "신불의 가호에서 버림받는다"고 거절하고, "보물을 빼앗는 것은 욕심에 치우친 것"이라고 비판받았기 때문에 그대로 퇴성(退城)했다고 한다. 아케치 미쓰히데에게 다가 다카타다(多賀豊後守)와 후세 다다베(布施忠兵衛) 등이 파견돼 자기편으로 끌어들이면 오미국을 주겠다는 파격적인 조건을 제시했지만 가타히데는 노부나가의 은혜를 잊을 수 없다며 과감히 거절했다고 한다. 동년, 우지사토에게 가독을 물려줬다. 덴쇼 12년(1584년) 4월 17일에 사망하고 향년 51세로 순절했다.

## 인물, 일화
노부나가가 기후를 거점으로 하고 있었을 무렵은 각지의 싸움에 가타히데·우지사토 부자를 동행시키고 있었지만, 아즈치를 거점으로 하고 있었을 무렵이 되면, 매번 출진할 때마다 가타히데를 아즈치성의 부재로서 남기고 있었다고 한다( 「우지사토기」).
아케치 미쓰히데의 권유를 거절한 율의함으로 인해 히노노 간구도노(日野の頑愚どの)이라는 별명을 얻었다. 그러나 한편으로 아즈치성에 불을 놓지 않고, 재물을 그대로 남겨 퇴각했으므로, 아케치 미쓰히데에게 히노성까지 공격당하는 것을 무서워해 그대로 했다고, 겁쟁이와 소심하다는 평가도 있다. <노인 잡화>(老人雑話)에 '히노노 간구도노는 진(日野の蒲生殿は陣)이라 할지라도 하풍(下風)이 일어난다.' (겁쟁이라고 듣기만 해도 겁이 많다)는 가우타(小唄)에 소개되어 있다. 겁쟁이설에 대해 작가 가이온지 조고로(海音寺潮五郎)는 롯카쿠가에 끝까지 충절을 다하고 히노성에 근소한 군사로 틀어박힌 가타히데가 겁쟁이일리가 없다고 부정한다.
간베 도모모리, 세키 모리노부(関盛信)의 아내는 모두 가타히데의 자매로 그 인연으로 두 사람이 오다 노부나가에 의해 추방되었을 때 신병을 맡았다.
|  | 가모 가문 당주 | 후임 가모 우지사토 |